# Nolle prosequi
Nolle prosequi — латинский юридический фразеологизм и правовой принцип, используемый в странах общего права, обозначающий отсутствие намерения обвинителя осуществлять уголовное преследование; может быть выражен посредством фразы «не обвиняю» (англ. do not prosecute). Данный термин используется во многих контекстах при производстве по уголовным делам в странах общего права, чтобы описать решение обвинителя о добровольном прекращении уголовного обвинения до вынесения приговора суда или вердикта жюри присяжных. Описываемое понятие контрастирует с институтом вынужденного прекращения дела.

## Применение
Требование nolle prosequi наиболее часто применяется при производстве по уголовным делам, но может использоваться и в гражданском судопроизводстве, когда истец, задействуя nolle prosequi, добровольно отказывается от своих требований. Также в гражданских делах истцом вместо требования nolle prosequi может быть заявлено требование о вынужденном прекращении дела, что зависит от обычаев и правил данного судебного учреждения.

## Заявление требования
Требование nolle prosequi может быть подано обвинителем по уголовному делу до начала судебного разбирательства или в ходе него, в результате чего обвинитель отказывается продолжать процесс против обвиняемого. Суды редко отвергают заявление nolle prosequi; как правило, судьи в США подписывают определение о прекращении уголовного преследования или вносят в реестр запись о прекращении производства по делу на основании «nolle prosse» после поступления соответствующего ходатайства или заявления со стороны обвинения. При рассмотрении уголовных дел в США считается незаконным применение порядка nolle prosequi самостоятельно судом, без соответствующего заявления обвинителя , но, учитывая имеющиеся расхождения при решении вопроса о виновности обвиняемого, судья вправе отклонить основную позицию обвинения, базирующуюся на соображениях справедливости и правосудия, а также и потому, что соответствующее требование было заявлено по истечении установленных сроков. Примечанием к правилу № 48 Федеральных правил уголовного процесса США (FRCRP) привносится эффект, противоречащий положениям общего права: правило № 48 теперь обязывает обвинителей просить предварительного разрешения у суда, прежде чем ходатайствовать о прекращении дела через подачу заявления о nolle prosequi.

## Основания
Заявление о применении nolle prosequi делается тогда, когда обвинению не хватает достаточных доказательств, поскольку собранные по делу доказательства выглядят порочными в свете доводов стороны обвиняемого, а также в тех случаях, когда у обвинителя вызывает сомнения виновность обвиняемого, либо невиновность обвиняемого достаточно доказана, либо если обвиняемый умер.

## Сроки
По уголовным делам заявление nolle prosequi, как правило, вносится после предъявления обвинения, пока решение суда по существу не вынесено, или, в некоторых случаях, пока судебное разбирательство не было начато. В гражданских делах заявление nolle prosequi делается либо до начала судебного разбирательства по делу, либо до вынесения судебного решения по существу — в зависимости от норм судопроизводства.

## Юридическая сила
Отказ от первоначального обвинения путём заявления о nolle prosequi не влечёт вынесения судебного решения по существу и, таким образом, не является гарантией, что обвиняемому по уголовному делу не будет впоследствии вновь предъявлено обвинение. Заявление о применении nolle prosequi, само по себе, не ведёт к рассмотрению по существу уголовного дела или к решению вопроса о виновности или невиновности обвиняемого, вследствие чего автоматически не возникает преграды для предъявления в дальнейшем повторного обвинения за это же деяние.

## Применение в гражданских делах
В гражданских делах применение норм о nolle prosequi или вынужденном прекращении дела может быть осуществлено как в отношении одного из нескольких исковых требований или отдельных их положений, так и в отношении одного из нескольких соответчиков либо любого из них. При производстве в любом суде, независимо от того, подано ли ходатайство о вынужденном прекращении дела или о применении nolle prosequi, правилами гражданского судопроизводства — федерального уровня и уровня штатов — в целом определяется, когда, как и по каким причинам претензии могут быть добровольно отозваны, при этом применяются различные правила для различных типов требований, а также принимается во внимание, что суд может принять отказ от иска так, чтобы закрыть вопрос с учётом или без учёта преюдиции по делу.

## Сходство с отказом от преследования
Институт nolle prosequi схож с институтом отказа от преследования, который является соглашением не преследовать обвиняемого, сделанным до предъявления обвинения или подачи иска. Отказ от обвинения может быть произведён обвинителем, но также может быть осуществлён в результате соглашения между ответчиком и истцом. В отличие от этого, nolle prosequi обычно осуществляется, когда решение о привлечении к ответственности уже принято. Отказ от преследования может быть сделан по многим причинам, например, в случае слабости доказательств или конфликта интересов.

## Известные дела
- 1902 год — Убийство в Пизенхолле.
- 1924 год — прокурор штата Коннектикут Гомер Стайл Каммингс[англ.] отклонил обвинения против Гарольда Израиля[англ.], бродяги, обвинённого в убийстве популярного священника из Бриджпорта. Каммингс усомнился в качественности полицейского расследования по ряду причин. Население города, где жертва была очень популярна, начало интенсивно обвинять полицию и власти в некомпетенности. По этой причине власти оказали сильное давление на полицию с целью скорейшего раскрытия дела. Полиция тут же нашла некого «бродягу с низким интеллектом» (как это было описано в протоколе), который владел незарегистррованным револьвером 32 калибра. В полиции подозреваемый «сознался». Каммингс обнаружил, что при допросе подозреваемым манипулировали, используя его невысокий интеллект, а также оказывали давление, лишая сна. Несмотря на сильное давление властей, полиции и населения города (призывавших его поскорее «закрыть» дело), прокурор Каммингс предпринял более тщательное расследование. В течение последовавшего судебного заседания он доказал несостоятельность улик, собранных полицией против обвиняемого. В том числе с помощью баллистической экспертизы он доказал, что револьвер подозреваемого не был оружием убийства. Каммингс заявил суду, что «для государственного обвинителя столь же важно использовать великие полномочия своего ведомства для защиты невиновных, как и для осуждения виновных». За свое «неудобное» поведение на процессе Каммингс подвергся сильной критике, в том числе со стороны Демократической партии, в которой состоял, в частности со стороны Ф.Д. Рузвельта, в те времена занимавшего пост помощника военно-морского министра. Впоследствии, однако, когда Рузвельт стал президентом США, он назначил Каммингса Генеральным Прокурором. Этот случай лёг в основу фильма 1947 года «Бумеранг!»[англ.].[13]
- В 1925 году обвинители решили отказаться от обвинения в убийстве в отношении оставшихся десяти обвиняемых по знаменитому делу «Народ против Оушна Свита[англ.]». Обвинение было предъявлено негритянским семьям, защищавшим свои дома от белых нападавших. Обвиняемых защищал адвокат Клэренс Дэрроу, нанятый Национальной ассоциацией содействия прогрессу цветного населения. Дело рассматривал мировой суд[англ.] Детройта под председательством Фрэнка Мерфи, ставшего впоследствии ассоциированным судьёй[англ.] Верховного суда США. После первоначального судебного разбирательства Генри Оушн (брат Свита Оушна, признавшийся в совершении выстрела) был оправдан жюри присяжных по основанию права на необходимую самооборону; после чего последовал отказ от обвинения в отношении десяти оставшихся обвиняемых.[14]
- В 1957 году Джон Бодкин Адамс, работавший в Истборне, был привлечён к суду за убийство двух пожилых вдов, Эдит Элис Морелл[англ.] и Гертруды Халлетт[англ.]. Когда он был признан невиновным в убийстве первой из них, главный обвинитель сэр Реджинальд Мэннигхэм-Буллер[англ.] неожиданно вошёл в суд с заявлением о применении nolle prosequi в отношении второго обвинения. Хотя, казалось бы, было мало причин для заявления такого ходатайства (Адамс не страдал от каких-либо заболеваний), а обвинение в убийстве Хьюлетт считалось наиболее сильным из приведённых двух случаев. Лорд-судья Патрик Девлин[англ.], председательствующий в судебном заседании, в своей вышедшей после суда книге назовёт демарш обвинителя «злоупотреблением властью».[15] Детектив-суперинтендант Герберт Хэннем[англ.] из Скотланд-Ярда, следователь, подозревал в данном случае политическое вмешательство[16]; также патологоанатом из Хоум-офиса Френсис Кэмпс[англ.] подозревал Адамса в убийстве 163 пациентов[16].
- В 2004 году были сняты обвинения в изнасиловании, выдвинутые против баскетболиста Коби Брайанта, после того как заявительница отказалась от дачи показаний.
- В 2011 году были сняты, в связи с его смертью, обвинения против Усамы Бен Ладена путём подачи Министерством юстиции США заявления nolle prosequi в федеральный суд Манхэттена.[17]

## Аналогия в российском праве

### Уголовный процесс
Согласно ч. 7 ст. 246 УПК РФ если в ходе судебного разбирательства государственный обвинитель придет к убеждению, что представленные доказательства не подтверждают предъявленное подсудимому обвинение, то он отказывается от обвинения и излагает суду мотивы отказа. Полный или частичный отказ государственного обвинителя от обвинения в ходе судебного разбирательства влечёт за собой прекращение уголовного дела или уголовного преследования полностью или в соответствующей его части по основаниям, предусмотренным пунктами 1 и 2 части первой статьи 24 и пунктами 1 и 2 части первой статьи 27 настоящего Кодекса.

### Гражданский процесс
Согласно ч. 1 ст. 39 ГПК РФ истец вправе изменить основание или предмет иска, увеличить или уменьшить размер исковых требований либо отказаться от иска, ответчик вправе признать иск, стороны могут окончить дело мировым соглашением.

## Комментарии
1. ↑  Вынужденное прекращение дела в США осуществляется по решению суда в тех, например, случаях, когда потерпевший сам не способствует уголовному преследованию обвиняемого.